# Demokratisch-Republikanische Partei
Die Demokratisch-Republikanische Partei (bis 1798 nur Republikanische Partei) entstand in den Anfangsjahren der Vereinigten Staaten von Amerika als republikanische Partei und Gegenstück zu den Föderalisten, die sich zuvor bei der Erstellung der amerikanischen Verfassung mit ihren Vorstellungen von einer starken Bundesregierung klar durchgesetzt hatten. Zeitgenössisch war fast nur die Bezeichnung Republikanische Partei in Gebrauch, während Historiker die damals gelegentliche Bezeichnung Demokratisch-Republikanische Partei verwenden, um sie von den nicht zu verwechselnden heutigen Republikanern zu unterscheiden. Da Thomas Jefferson neben dem früheren Föderalisten James Madison die Partei um 1791 begründete und großen Einfluss auf ihr Programm hatte, nennt man sie auch Jeffersonian Republicans.

## Geschichte
Ihren Ursprung hatte die Partei in den Gruppierungen der Anti-Föderalisten und der Anti-Administration Party, die sich gegen eine zu starke Zentralregierung für die noch jungen USA und gegen die Finanzpolitik Alexander Hamiltons aussprachen, da sie um die Rechte der Bundesstaaten und der Bürger fürchteten. Außerdem hatten ihre Anhänger Sympathien für die Ideen der Französischen Revolution und lehnten eine Wiederannäherung an die ehemalige Kolonialmacht (Großbritannien) strikt ab. Nach dem parteilosen General der Unabhängigkeit George Washington und dem föderalistischen Präsidenten John Adams war Thomas Jefferson der erste Präsident der Demokraten-Republikaner. Nach dem Zerfall der Föderalistischen Partei infolge des Kriegs von 1812 war die Demokratisch-Republikanische Partei zeitweise die einzige bedeutende Partei. James Monroe hatte 1820 als amtierender Präsident praktisch keinen Gegner mehr, nachdem er 1816 haushoch gegen den historisch letzten föderalistischen Kandidaten gewonnen hatte.
Bei der Präsidentschaftswahl 1824 hingegen kandidierten aus diesem Umstand heraus gleich vier Demokraten-Republikaner gegeneinander für Monroes Nachfolge. Andrew Jackson erhielt zwar die meisten Stimmen, aber nicht die absolute Mehrheit. Das Repräsentantenhaus, das in solchen Fällen den Präsidenten aus den drei Kandidaten mit den meisten Stimmen wählt, bestimmte – unter Vermittlung seines Sprechers und des Mitkandidaten Henry Clay – John Quincy Adams zum Präsidenten. Clay wurde danach in Adams’ Kabinett berufen. Dieser von Korruptionsvorwürfen überschattete Vorgang führte zu einem dauerhaften Zerwürfnis innerhalb der Partei zwischen Jacksons und Adams’ Anhängern. Wenig später zerfiel die Partei in die noch heute bestehende Demokratische Partei, die Anhänger Jacksons, der 1828 schließlich zum Präsidenten gewählt wurde, und die kurzlebige National Republican Party, die Anhänger Adams’ und Clays.

## Demokratisch-Republikanische Präsidenten
1. Thomas Jefferson (1801–1809)
2. James Madison (1809–1817)
3. James Monroe (1817–1825)
4. John Quincy Adams (1825–1829)